# Gran Premio di superbike di Hockenheim 1995
Il Gran Premio di Superbike di Hockenheim 1995 è stata la prima prova su dodici del Campionato mondiale Superbike 1995, è stato disputato il 7 maggio sull'Hockenheimring e ha visto la vittoria di Carl Fogarty in gara 1, lo stesso pilota si è ripetuto anche in gara 2.
Il detentore del titolo iridato dell'anno precedente, il britannico Fogarty, non solo ottiene la vittoria nelle due manche ma anche il giro più veloce di entrambe.

## Risultati

### Gara 1

#### Arrivati al traguardo[3]
| Pos. | Nº | Pilota               | Motocicletta | Tempo     | Griglia | Punti |
| ---- | -- | -------------------- | ------------ | --------- | ------- | ----- |
| 1º   | 1  | Carl Fogarty         | Ducati       | 28:48.480 | 3º      | 25    |
| 2º   | 9  | Fabrizio Pirovano    | Ducati       | +0:09.590 | 10º     | 20    |
| 3º   | 20 | Jochen Schmid        | Kawasaki     | +0:11.640 | 7º      | 16    |
| 4º   | 25 | Yasutomo Nagai       | Yamaha       | +0:12.150 | 12º     | 13    |
| 5º   | 24 | Keiichi Kitagawa     | Kawasaki     | +0:12.370 | 13º     | 11    |
| 6º   | 3  | Aaron Slight         | Honda        | +0:12.840 | 9º      | 10    |
| 7º   | 45 | Colin Edwards        | Yamaha       | +0:13.050 | 11º     | 9     |
| 8º   | 2  | Scott Russell        | Kawasaki     | +0:13.270 | 8º      | 8     |
| 9º   | 5  | Simon Crafar         | Honda        | +0:13.640 | 14º     | 7     |
| 10º  | 11 | Troy Corser          | Ducati       | +0:13.870 | 1º      | 6     |
| 11º  | 8  | Piergiorgio Bontempi | Kawasaki     | +0:27.090 | 17º     | 5     |
| 12º  | 21 | Massimo Meregalli    | Yamaha       | +0:27.300 | 15º     | 4     |
| 13º  | 19 | Adrien Morillas      | Ducati       | +0:27.930 | 20º     | 3     |
| 14º  | 69 | Edwin Weibel         | Ducati       | +0:28.310 | 16º     | 2     |
| 15º  | 27 | Pierfrancesco Chili  | Ducati       | +0:28.530 | 2º      | 1     |
| 16º  | 17 | Anthony Gobert       | Kawasaki     | +0:28.730 | 18º     |       |
| 17º  | 33 | John Reynolds        | Kawasaki     | +0:45.030 | 4º      |       |
| 18º  | 31 | Michele Gallina      | Ducati       | +0:46.280 | 31º     |       |
| 19º  | 71 | Roger Kellenberger   | Honda        | +0:46.620 | 24º     |       |
| 20º  | 73 | Rainer Jänisch       | Yamaha       | +0:46.960 | 25º     |       |
| 21º  | 76 | Michael Liedl        | Kawasaki     | +0:50.760 | 32º     |       |
| 22º  | 62 | Christer Lindholm    | Yamaha       | +0:53.920 | 28º     |       |
| 23º  | 61 | Jeffry de Vries      | Yamaha       | +0:54.150 | 30º     |       |
| 24º  | 64 | Marcel Ernst         | Kawasaki     | +0:54.430 | 29º     |       |
| 25º  | 43 | David Jefferies      | Kawasaki     | +1:09.220 | 33º     |       |
| SQ   | 4  | Andreas Meklau       | Ducati       | +0:26.850 | 19º     |       |

#### Ritirati
| Nº | Pilota              | Motocicletta | Giri     | Griglia |
| -- | ------------------- | ------------ | -------- | ------- |
| 80 | Andreas Hofmann     | Kawasaki     | +2 giri  | 21º     |
| 12 | Mauro Lucchiari     | Ducati       | +4 giri  | 6º      |
| 66 | Jean-Yves Mounier   | Ducati       | +5 giri  | 34º     |
| 13 | Paolo Casoli        | Yamaha       | +6 giri  | 5º      |
| 30 | Bruno Cirafici      | Suzuki       | +7 giri  | 35º     |
| 26 | Roberto Panichi     | Honda        | +10 giri | 36º     |
| 28 | Gianmaria Liverani  | Ducati       | +12 giri | 22º     |
| 18 | Valerio Destefanis  | Ducati       | +13 giri | 27º     |
| 32 | Ferdinando Di Maso  | Ducati       | +13 giri | 26º     |
| 34 | Marcel Kellenberger | Kawasaki     | +14 giri | 23º     |

### Gara 2

#### Arrivati al traguardo[4]
| Pos. | Nº | Pilota               | Motocicletta | Tempo     | Griglia | Punti |
| ---- | -- | -------------------- | ------------ | --------- | ------- | ----- |
| 1º   | 1  | Carl Fogarty         | Ducati       | 28:52.160 | 3º      | 25    |
| 2º   | 20 | Jochen Schmid        | Kawasaki     | +0:04.230 | 7º      | 20    |
| 3º   | 3  | Aaron Slight         | Honda        | +0:04.460 | 9º      | 16    |
| 4º   | 25 | Yasutomo Nagai       | Yamaha       | +0:04.650 | 12º     | 13    |
| 5º   | 45 | Colin Edwards        | Yamaha       | +0:04.830 | 11º     | 11    |
| 6º   | 5  | Simon Crafar         | Honda        | +0:05.310 | 14º     | 10    |
| 7º   | 12 | Mauro Lucchiari      | Ducati       | +0:05.490 | 6º      | 9     |
| 8º   | 11 | Troy Corser          | Ducati       | +0:05.690 | 1º      | 8     |
| 9º   | 27 | Pierfrancesco Chili  | Ducati       | +0:05.860 | 2º      | 7     |
| 10º  | 2  | Scott Russell        | Kawasaki     | +0:06.050 | 8º      | 6     |
| 11º  | 4  | Andreas Meklau       | Ducati       | +0:09.750 | 19º     | 5     |
| 12º  | 24 | Keiichi Kitagawa     | Kawasaki     | +0:12.530 | 13º     | 4     |
| 13º  | 9  | Fabrizio Pirovano    | Ducati       | +0:12.960 | 10º     | 3     |
| 14º  | 8  | Piergiorgio Bontempi | Kawasaki     | +0:13.430 | 17º     | 2     |
| 15º  | 13 | Paolo Casoli         | Yamaha       | +0:22.640 | 5º      | 1     |
| 16º  | 21 | Massimo Meregalli    | Yamaha       | +0:30.980 | 15º     |       |
| 17º  | 34 | Marcel Kellenberger  | Kawasaki     | +0:34.230 | 23º     |       |
| 18º  | 28 | Gianmaria Liverani   | Ducati       | +0:39.100 | 22º     |       |
| 19º  | 76 | Michael Liedl        | Kawasaki     | +0:44.330 | 32º     |       |
| 20º  | 31 | Michele Gallina      | Ducati       | +0:44.570 | 31º     |       |
| 21º  | 73 | Rainer Jänisch       | Yamaha       | +0:44.800 | 25º     |       |
| 22º  | 43 | David Jefferies      | Kawasaki     | +1:02.750 | 33º     |       |
| 23º  | 26 | Roberto Panichi      | Honda        | +1:45.810 | 36º     |       |
| 24º  | 30 | Bruno Cirafici       | Suzuki       | +1:46.130 | 35º     |       |

#### Ritirati
| Nº | Pilota             | Motocicletta | Giri     | Griglia |
| -- | ------------------ | ------------ | -------- | ------- |
| 17 | Anthony Gobert     | Kawasaki     | +3 giri  | 18º     |
| 71 | Roger Kellenberger | Honda        | +3 giri  | 24º     |
| 64 | Marcel Ernst       | Kawasaki     | +6 giri  | 29º     |
| 66 | Jean-Yves Mounier  | Ducati       | +7 giri  | 34º     |
| 80 | Andreas Hofmann    | Kawasaki     | +9 giri  | 21º     |
| 61 | Jeffry de Vries    | Yamaha       | +10 giri | 30º     |
| 33 | John Reynolds      | Kawasaki     | +11 giri | 4º      |
| 19 | Adrien Morillas    | Ducati       | +12 giri | 20º     |
| 18 | Valerio Destefanis | Ducati       | +12 giri | 27º     |
| 69 | Edwin Weibel       | Ducati       | +13 giri | 16º     |